# Картал, Рамзи
Рамзи́ Карта́л (курд. Remzî Kartal; тур. Remzî Kartal; род. 5 мая 1948, Ван, Турция) — курдский политический деятель, сопредседатель законодательного совета Союза общин Курдистана.

## Биография
Родился 5 мая 1948 года в Турции в семье Бала и Басры, принадлежащих к роду Райски, — верхушки крупного племени Бруки. Его прадедушка, Батыр-бек, воевал на стороне Российской империи против Османской империи в качестве полкового командира на Кавказском фронте. Его дедушка, Фахти-бек, был застрелен армянином в бою в Эрзуруме.
Рами Картал выпускник стоматологического факультета и является частным стоматологом.
Он является одним из основателей Народной рабочей партии (HEP) и был членом Великого национального собрания Турции. В этот же период он был членом парламента от Вана до 30 июня 1994 года.
Он женат и имеет трех детей.
В 1994 году он уехал за границу, чтобы избежать ареста. Он принял участие в создании Парламента Курдистана в изгнании (PKDW) за границей. Рамзи, входивший в исполнительный совет ПКДВ, принял участие в создании Национального конгресса Курдистана (КНК) после того, как парламент распустил его в 1999 году.
В феврале 2005 года он был арестован немецкой полицией по запросу Турции.
С 28 октября 2015 года, по Министерству внутренних дел Турецкой Республики, Рамзи Картал находится в красной категории списка «Самые разыскиваемые террористы». Человек, поделившийся информацией, которая приведет к его захвату, будет вознагражден десятью миллионами лир.